# Diego Benaglio
Diego Orlando Benaglio, né le 8 septembre 1983 à Zurich, est un footballeur international suisse. Il évoluait au poste de gardien de but.
Avec sa sélection, il participe à l'Euro 2008 et aux Coupes du monde 2006, 2010 et 2014.

## Biographie

### En club
Diego Benaglio part à l'âge de 19 ans de son club formateur, le Grasshopper-Club Zürich.

#### VfB Stuttgart (2002-2005)
En 2002, il rejoint le VfB Stuttgart, en Allemagne.
Là-bas, il est le troisième gardien du club derrière Timo Hildebrand et Thomas Ernst (en). C'est pourquoi il joue essentiellement avec l'équipe réserve de Stuttgart, qui milite en Regionalliga, équivalent de la 4e division allemande. En trois saisons il ne dispute qu'une seule rencontre, en Coupe UEFA au début de la saison 2002-2003.

#### CD Nacional (2005-2008)
N'arrivant pas à s'imposer au sein de l'équipe première, il décide de partir pour le Nacional da Madeira, au Portugal, où il devient le gardien titulaire du club.

#### VfL Wolfsburg (2008-2017)
Le 22 janvier 2008, il signe un contrat de quatre ans en faveur du VfL Wolfsburg, où il s'impose à nouveau comme titulaire et conquiert le titre de champion d'Allemagne 2008-2009.

#### AS Monaco (2017-2020)
En 2017, après avoir perdu son statut de titulaire à Wolfsburg, il signe à l’AS Monaco.
Lors de la saison 2017-2018 avec l'AS Monaco, il est doublure de Danijel Subašić dans la hiérarchie des gardiens. Il joue les coupes nationales (coupe de la ligue et coupe de France) mais joue quelques matchs en première partie de saison à la suite de la blessure de Subašić dont un match de Ligue des champions face à Leipzig (1-1) et deux matchs de Ligue 1. En janvier 2018, lors de la défaite de Monaco en coupe de France face à l'olympique lyonnais (2-3), il se blesse à la mi-temps et il est remplacé par Seydou Sy qui fait ses premiers pas dans l'équipe première même s'il avait joué un match en tant que titulaire durant une mi-temps lors de la saison 2016-2017 du côté de Rennes lors de la victoire  des siens (2-3) lors de la dernière journée de championnat. Diego Benaglio revient dans le groupe monégasque lors de la réception de Lille mais se blesse à nouveau une semaine plus tard en match amical.
Le 24 juin 2020, le club monégasque annonce son départ après trois saisons. Moins de deux mois plus tard, il officialise la fin de sa carrière.

### En sélection
Il est appelé pour la première fois avec l'équipe de Suisse en mars 2006 à l'occasion d'un match contre l'Écosse ou il n'entre pas en jeu. Il obtient sa première sélection le 3 juin 2006 lors du dernier match de préparation de la Suisse contre la Chine.
Diego Benaglio participe à la Coupe du monde 2006 avec l'équipe de Suisse où il occupe la place de troisième gardien derrière Pascal Zuberbühler et Fabio Coltorti.
En prévision de l'Euro 2008 en Autriche et Suisse, le sélectionneur Kobi Kuhn décide de faire de lui le gardien n°1 de la sélection devant Pascal Zuberbühler et Fabio Coltorti. Avec l'arrivée d'Ottmar Hitzfeld au poste de sélectionneur, il conserve sa place de gardien titulaire.
Lors de la Coupe du monde 2010 et bien que l'équipe de Suisse soit éliminée au premier tour, il est « considéré par les observateurs comme le meilleur gardien de la Coupe du monde pour le tour préliminaire »,.
Avec la Nati, il rate la qualification pour l'Euro 2012 mais il réussit à qualifier la Suisse très facilement pour la Coupe du monde 2014 où son rôle est important durant les matchs de qualifications. Durant cette Coupe du monde, Benaglio réalise une bonne prestation malgré une lourde défaite contre la France (2-5).
Il annonce le 20 août 2014 sa retraite internationale pour se concentrer sur son club et plus à sa famille.

## Statistiques détaillées
| Saison                | Club                  | Championnat                | Championnat | Championnat | Coupe nationale | Coupe nationale | Coupe de la Ligue | Coupe de la Ligue | Supercoupe | Supercoupe | Compétition(s) continentale(s) | Compétition(s) continentale(s) | Compétition(s) continentale(s) | Suisse | Suisse | Total | Total |
| Saison                | Club                  | Division                   | M.          | B.          | M.              | B.              | M.                | B.                | M.         | B.         | Comp.                          | M.                             | B.                             | M.     | B.     | M.    | B.    |
| 2002-2003             | VfB Stuttgart         | Bundesliga                 | -           | -           | -               | -               | -                 | -                 | -          | -          | C3                             | 1                              | 0                              | -      | -      | 1     | 0     |
| Sous-total            | Sous-total            | Sous-total                 | 0           | 0           | 0               | 0               | -                 | -                 | -          | -          | -                              | 1                              | 0                              | -      | -      | 1     | 0     |
| 2002-2003             | VfB Stuttgart II      | Oberliga Baden-Württemberg | 17          | 0           | -               | -               | -                 | -                 | -          | -          | -                              | -                              | -                              | -      | -      | 17    | 0     |
| 2003-2004             | VfB Stuttgart II      | Regionalliga Süd           | 12          | 0           | -               | -               | -                 | -                 | -          | -          | -                              | -                              | -                              | -      | -      | 12    | 0     |
| 2004-2005             | VfB Stuttgart II      | Regionalliga Süd           | 25          | 0           | -               | -               | -                 | -                 | -          | -          | -                              | -                              | -                              | -      | -      | 25    | 0     |
| Sous-total            | Sous-total            | Sous-total                 | 54          | 0           | -               | -               | -                 | -                 | -          | -          | -                              | -                              | -                              | -      | -      | 54    | 0     |
| 2005-2006             | CD Nacional           | Liga betandwin.com         | 23          | 0           | -               | -               | -                 | -                 | -          | -          | -                              | -                              | -                              | 1      | 0      | 24    | 0     |
| 2006-2007             | CD Nacional           | BWINLIGA                   | 30          | 0           | 1               | 0               | -                 | -                 | -          | -          | C3                             | 2                              | -                              | 5      | 0      | 38    | 0     |
| 2007-2008             | CD Nacional           | BWINLIGA                   | 16          | 0           | -               | -               | -                 | -                 | -          | -          | -                              | -                              | -                              | 2      | 0      | 18    | 0     |
| Sous-total            | Sous-total            | Sous-total                 | 69          | 0           | 1               | 0               | -                 | -                 | -          | -          | -                              | 2                              | 0                              | 8      | -      | 80    | 0     |
| 2007-2008             | VfL Wolfsburg         | Bundesliga                 | 17          | 0           | 3               | 0               | -                 | -                 | -          | -          | -                              | -                              | -                              | 6      | 0      | 26    | 0     |
| 2008-2009             | VfL Wolfsburg         | Bundesliga                 | 31          | 0           | 4               | 0               | -                 | -                 | -          | -          | C3                             | 7                              | 0                              | 6      | 0      | 48    | 0     |
| 2009-2010             | VfL Wolfsburg         | Bundesliga                 | 22          | 0           | 2               | 0               | -                 | -                 | -          | -          | C1+C3                          | 6+2                            | 0                              | 10     | 0      | 42    | 0     |
| 2010-2011             | VfL Wolfsburg         | Bundesliga                 | 28          | 0           | 2               | 0               | -                 | -                 | -          | -          | -                              | -                              | -                              | 5      | 0      | 35    | 0     |
| 2011-2012             | VfL Wolfsburg         | Bundesliga                 | 32          | 0           | 1               | 0               | -                 | -                 | -          | -          | -                              | -                              | -                              | 8      | 0      | 41    | 0     |
| 2012-2013             | VfL Wolfsburg         | Bundesliga                 | 34          | 0           | 4               | 0               | -                 | -                 | -          | -          | -                              | -                              | -                              | 6      | 0      | 44    | 0     |
| 2013-2014             | VfL Wolfsburg         | Bundesliga                 | 29          | 0           | 4               | 0               | -                 | -                 | -          | -          | -                              | -                              | -                              | 12     | 0      | 45    | 0     |
| 2014-2015             | VfL Wolfsburg         | Bundesliga                 | 31          | 0           | 5               | 0               | -                 | -                 | -          | -          | C3                             | 12                             | 0                              | -      | -      | 48    | 0     |
| 2015-2016             | VfL Wolfsburg         | Bundesliga                 | 21          | 0           | 1               | 0               | -                 | -                 | -          | -          | C1                             | 8                              | 0                              | -      | -      | 30    | 0     |
| 2016-2017             | VfL Wolfsburg         | Bundesliga                 | 14          | 0           | 1               | 0               | -                 | -                 | -          | -          | -                              | -                              | -                              | -      | -      | 15    | 0     |
| Sous-total            | Sous-total            | Sous-total                 | 259         | 0           | 27              | 0               | 0                 | 0                 | -          | -          | -                              | 35                             | 0                              | 53     | 0      | 374   | 0     |
| 2017-2018             | AS Monaco             | Ligue 1                    | 3           | 0           | 2               | 0               | 2                 | 0                 | -          | -          | C1                             | 3                              | 0                              | -      | -      | 10    | 0     |
| 2018-2019             | AS Monaco             | Ligue 1                    | 23          | 0           | -               | -               | -                 | -                 | 1          | 0          | C1                             | 5                              | 0                              | -      | -      | 29    | 0     |
| 2019-2020             | AS Monaco             | Ligue 1                    | -           | -           | -               | -               | -                 | -                 | -          | -          | -                              | -                              | -                              | -      | -      | 0     | 0     |
| Sous-total            | Sous-total            | Sous-total                 | 26          | 0           | 2               | 0               | 2                 | 0                 | 1          | 0          | -                              | 8                              | 0                              | -      | -      | 39    | 0     |
| Total sur la carrière | Total sur la carrière | Total sur la carrière      | 408         | 0           | 30              | 0               | 2                 | 0                 | 1          | 0          | -                              | 46                             | 0                              | 61     | 0      | 548   | 0     |

## Palmarès

### En club
Diego Benaglio est champion d'Allemagne en 2009 avec le VfL Wolfsburg. Il remporte la Coupe d'Allemagne en 2015 et la Supercoupe d'Allemagne en 2015. Il est également vice-champion d'Allemagne en 2015. Il est finaliste de Trophée des champions en 2018 avec l'AS Monaco.